# 3603 Ґайдушек
3603 Ґайдушек (3603 Gajdušek) — астероїд головного поясу, відкритий 5 вересня 1981 року.
Тіссеранів параметр щодо Юпітера — 3,414.